# Jardin botanique alpin du château Savoie
Le Jardin botanique alpin du château Savoie se situe à 1350 mètres d'altitude près du chef-lieu de Gressoney-Saint-Jean (localité Greschmattò), dans la haute vallée du Lys.
Il est ouvert au public de mai à septembre.

## Description
Inauguré en 1990, ce jardin botanique s'étend sur 1 km2 autour du château Savoie, bâti selon la volonté de la reine Marguerite de Savoie en 1898, et géré aujourd'hui par la région autonome Vallée d'Aoste. Il se caractérise par sa tendance à privilégier l'aspect esthétique et ornamental des espèces qu'il abrite.
On peut y admirer, entre autres, Aquilegia alpina, Arnica montana, Epilobium angustifolium, Gentiana, Leontopodium alpinum, Lilium martagon, Rhododendron ferrugineum, Saxifraga, Sempervivum arachnoideum, Sempervivum montanum et Trollius europaeus.